# Как украсть бриллиант
«Как украсть бриллиант» (англ. The Love Punch, буквально «Любовный удар») — британская кинокомедия с Пирсом Броснаном и Эммой Томпсон в главных ролях. Режиссёр фильма — Джоэл Хопкинс (англ. Joel Hopkins). Премьера фильма состоялась в 2013 году на Кинофестивале в Торонто.

## Сюжет
Ричард и Кейт разведены и их объединяют только общие дети, Софи и Мэтт. Когда компанию, в которой работает Ричард, поглощает компания афериста Винсента Крюгера, они теряют все свои сбережения. Они отправляются в Париж, где находится штаб-квартира Крюгера, в надежде вернуть свои деньги, но оказывается, что Крюгер их присвоил совершенно законно. Тогда Ричард и Кейт решают похитить бриллиант стоимостью $10 млн, который Крюгер купил своей невесте Манон в качестве свадебного подарка.

## В ролях
| Актёр           | Роль           |
| --------------- | -------------- |
| Пирс Броснан    | Ричард Джоунз  |
| Эмма Томпсон    | Кейт Джоунз    |
| Таппенс Мидлтон | Софи Джоунз    |
| Тимоти Сполл    | Джерри         |
| Селия Имри      | Пенелопа       |
| Луиза Бургуэн   | Манон Фонтен   |
| Лоран Лафитт    | Винсент Крюгер |
| Мариса Беренсон | Катрин         |
| Том Мортон      | Тим            |
| Элинор Мацуура  | Михаэла        |

## Отзывы критиков
На сайте Rotten Tomatoes рейтинг фильма составляет 28 % положительных рецензий критиков, на основании 54 обзоров, со средней оценкой 4,7 из 10. По мнению критиков, главным достоинством фильма является талантливая игра актёров, из недостатков отмечали предсказуемость сюжетной линии и отсутствие остроты, которая была в предыдущей совместной работе режиссёра Джоэла Хопкинса и актрисы Эммы Томпсон, фильме «Последний шанс Харви».
На сайте Metacritic фильм набрал 44 балла из 100, на основе 20 отзывов.

## Саундтрек
- Status Quo — Whatever You Want
- Phil Pendlebury — Come Together in the Morning
- ZAZ — Je Veux
- Вольфганг Амадей Моцарт — Cise an Tutte — La MianDForabella
- Free — All Right Now
- Young Money — Pass the Dutch
- The Clash — I Fought the Law
- Whiskey Dix — Taking Care of Business
- Ron Meza — Joy
- Ron Meza — Latin Punch
- Ron Meza — Sucker Punch
- Ron Meza — Love in a Punchbowl
- Kimiko Ono — Mon Désarroi
- Kimiko Ono — La Ballade de Gibraltar
- Billy Paul[англ.] — Me and Mrs Jones
- Barry White — What Am I Gonna Do With You
- V.V. Brown[англ.] — L.O.V.E.
- Free — Come Together in the Morning
- Teddy Thompson[англ.] — In My Arms